# MTV Unplugged (álbum de Héroes del Silencio)
Héroes del Silencio MTV Unplugged es un álbum en vivo no oficial del grupo español Héroes del Silencio. Fue grabado el 23 de mayo de 1996 en Cadena 40 Studios de Madrid en España. Después de este concierto acústico la banda comenzó una gira en el continente americano que finalizaría con la separación del grupo. El concierto fue publicado en CD, pero es un álbum bootleg en vivo del grupo. En el álbum se incluyeron dos canciones que fueron grabadas anteriormente en los estudios MTV de Miami en Estados Unidos.

## Lista de canciones

### Canciones grabadas en Cadena 40 Studios en España
| #   | Canción            | Duración |
| --- | ------------------ | -------- |
| 1.  | El estanque        | 5:15     |
| 2.  | Deshacer el mundo  | 5:14     |
| 3.  | Despertar          | 3:33     |
| 4.  | Flor de loto       | 6:42     |
| 5.  | La herida          | 4:50     |
| 6.  | La chispa adecuada | 6:22     |
| 7.  | La carta           | 4:26     |
| 8.  | La sirena varada   | 4:16     |
| 9.  | Maldito duende     | 5:36     |
| 10. | Iberia sumergida   | 7:06     |
| 11. | Mar adentro        | 4:36     |
| 12. | Tumbas de sal      | 5:26     |

### Canciones grabadas en los Estudios MTV de Miami en 1994 incluidas en el CD
| #   | Canción          | Duración |
| --- | ---------------- | -------- |
| 13. | La herida        | 4:50     |
| 14. | La sirena varada | 4:16     |